# Wind-up-Phänomen
Als Wind-Up-Phänomen werden spinale Vorgänge bezeichnet, die zu einer zentralen Hypersensitivität oder Hyperalgesie und somit zu einer anhaltenden Schmerzverstärkung führen. Dabei wird die Rolle der N-Methyl-D-Aspartat-Rezeptoren (NMDA-Rezeptoren) als bedeutendster Faktor zu dessen Entstehung angesehen.